# Rote Pfütze
Die Rote Pfütze ist ein linker Zufluss der Zschopau im sächsischen Erzgebirgskreis, Deutschland.

## Verlauf
Die Rote Pfütze entspringt in einem Moorgebiet in der Nähe der Finkenburg nordwestlich von Schlettau. An dem Moorgebiet nimmt sie das Wasser des Wolfersbaches auf und fließt zunächst südlich in Richtung Scheibenberg. Sie schwenkt nach etwa zwei Kilometern in Richtung Schlettau ab um dann nördlich bei dem Schloss Schlettau in die Zschopau zu münden.

## Sonstiges
An dem Krummen Weg nördlich der Roten Pfütze befindet sich das ehemalige Bergbaugebiet der Stadt Schlettau. Das Mundloch ist nur noch mit einem Wasserdurchlass versehen. Zugang zu der Fundgrube „Grüner Zweig“ mit dem „Gnade Gottes Stolln“ erfolgt über eine Kaue an dem Fluss.